# Stenucha noctella
Stenucha noctella là một loài bướm đêm thuộc phân họ Arctiinae, họ Erebidae.